# МКХ-10: Клас XXI. Фактори, що впливають на стан здоров'я населення та звертання до закладів охорони здоров'я

## (Z00-Z99) Клас XXI. Фактори, що впливають на стан здоров'я населення та звертання до закладів охорони здоров'я

### (Z00-Z13) Звертання до закладів охорони здоров'я для огляду та обстеження
| (Z00)   | Загальний огляд та обстеження осіб при відсутності скарги або встановленого діагнозу |
| (Z00.0) | Загальний медичний огляд |
|         | Виключаючи: загальна перевірка здоров'я: Певних груп населення (Z10.-) Дитину грудного та раннього віку (Z.00.1) |
| (Z00.1) | Рутинне обстеження стану здоров'я дитини |
|         | Виключаючи: спостереження за здоров'ям підкидьків або інших здорових дітей грудного або раннього віку (Z.76.1-Z.76.2) |
| (Z00.2) | Обстеження в період швидкого зростання в дитинстві |
| (Z00.3) | Обстеження з метою оцінки стану розвитку підлітка |
| (Z00.4) | Загальна психіатричне обстеження, не класифіковане в інших рубриках |
|         | Виключаючи: обстеження в судово-медичних цілях (Z.04.6) |
| (Z00.5) | Обстеження потенційного донора органів і тканин |
| (Z00.6) | Обстеження для порівняння з нормою або контролем в ході клінічних наукових програм |
| (Z00.8) | Інші загальні огляди |
| (Z01)   | Інші спеціальні огляди та обстеження осіб при відсутності скарги або встановленого діагнозу |
|         | Включаючи: рутинне обстеження певних систем |
|         | Виключаючи: обстеження: в адміністративних цілях (Z.02.-), при підозрі на захворювання (стану) (не підтверджені) (Z.03.-), спеціальні скринінгові обстеження (Z.11-Z.13)                                                                                          |
| (Z01.0) | Обстеження очей і зору |
|         | Виключаючи: обстеження у зв'язку з отриманням водійських прав (Z.02.4) |
| (Z01.1) | Обстеження вух і слуху |
| (Z01.2) | Стоматологічне обстеження |
| (Z01.3) | Визначення кров'яного тиску |
| (Z01.4) | Гінекологічне обстеження (загальне) (рутинне) |
|         | Виключаючи: проби чи обстеження для встановлення вагітності (Z.32.-), рутинне обстеження у зв'язку з контрацепцією (Z.30.4-Z.30.5) |
| (Z01.5) | Діагностичні шкірні та сенсибілізаційні тести |
| (Z01.6) | радіологічне обстеження, не класифіковане у інших рубриках |
| (Z01.7) | Лабораторне обстеження |
| (Z01.8) | Інші уточнені спеціальні обстеження |
| (Z01.9) | Спеціальне обстеження неуточнене |
| (Z02)   | Звертання та обстеження для адміністративних цілей |
| (Z02.0) | Обстеження у зв'язку з вступом до навчальних закладів |
| (Z02.1) | Обстеження перед вступом на роботу |
|         | Виключаючи: професійні огляди (Z.10.0) |
| (Z02.2) | Обстеження у зв'язку з надходженням до установи довготривалого перебування |
|         | Виключаючи: обстеження перед приміщенням у в'язницю (Z.02.8), рутинна загальна перевірка здоров'я осіб, що проживають у спеціальних установах (Z.10.1) |
| (Z02.3) | Обстеження призовників у збройні сили |
|         | Виключаючи: загальна перевірка здоров'я персоналу збройних сил (Z.10.2) |
| (Z02.4) | Обстеження у зв'язку з отриманням водійських прав |
| (Z02.5) | Обстеження у зв'язку із заняттям спортом |
|         | Виключаючи: загальне обстеження членів спортивних команд (Z.10.3) тести на вміст у крові алкоголю чи наркотичного засобу (Z.04.0) |
| (Z02.6) | Обстеження у зв'язку зі страхуванням |
| (Z02.7) | Звернення у зв'язку з отриманням медичних документів |
|         | Виключаючи: звернення з приводу загального медичного дослідження (Z.00-Z.01, Z.02.0-Z.02.6, Z.02.8-Z.02.9, Z.10.-) |
| (Z02.8) | Інші обстеження в адміністративних цілях |
|         | Виключаючи: спостереження за здоров'ям підкидьків або інших здорових дітей грудного або раннього віку (Z.76.1-Z.76.2) |
| (Z02.9) | Обстеження в адміністративних цілях неуточнений |
| (Z03)   | Медичне спостереження при підозрі на хвороби і стани та їх оцінка |
|         | Виключаючи: випадки скарг, викликаних страхом хвороби, у особи з не встановленим діагнозом (Z.71.1) |
| (Z03.0) | Спостереження при підозрі на туберкульоз |
| (Z03.1) | Спостереження при підозрі на злоякісну пухлину |
| (Z03.2) | Спостереження при підозрі на психічне захворювання і порушення поведінки |
| (Z03.3) | Спостереження при підозрі на розлад нервової системи |
| (Z03.4) | Спостереження при підозрі на інфаркт міокарда |
| (Z03.5) | Спостереження при підозрі на іншу хворобу серцево-судинної системи |
| (Z03.6) | Спостереження при підозрі на токсичну дію проковтнутих речовин |
| (Z03.8) | Спостереження при підозрі на інші хвороби або стану |
| (Z03.9) | Спостереження при підозрі на захворювання або стан неуточнений |
| (Z04)   | Обстеження та спостереження з інших причин |
|         | Включаючи: обстеження в судово-медичних цілях |
| (Z04.0) | Тест на вміст у крові алкоголю та наркотичних речовин |
|         | Виключаючи: наявність у крові: Алкоголю (R.78.0), Наркотичних речовин (R.78.-) |
| (Z04.1) | Обстеження та спостереження після транспортної пригоди |
|         | Виключаючи: після нещасного випадку на виробництві (Z.04.2) |
| (Z04.2) | Обстеження та спостереження після нещасного випадку на виробництві |
| (Z04.3) | Обстеження та спостереження після іншого нещасного випадку |
| (Z04.4) | Обстеження та спостереження при заяві про зґвалтування або розбещенні |
| (Z04.5) | Обстеження та спостереження після іншої завданої травми |
| (Z04.6) | Загальна психіатричне обстеження за запитом установи |
| (Z04.8) | Обстеження та спостереження за іншими уточненими приводів |
| (Z04.9) | Обстеження та спостереження за неуточненими приводів |
| (Z08)   | Наступне обстеження після лікування злоякісної пухлини |
|         | Включаючи: медичне спостереження і контроль після лікування |
|         | Виключаючи: подальша медична допомога та стану видужання (Z.42-Z.51, Z.54.-) |
| (Z08.0) | Подальше обстеження після хірургічного видалення злоякісного новоутворення |
| (Z08.1) | Подальше обстеження після радіотерапії злоякісного новоутворення |
|         | Виключаючи: курс радіотерапії (підтримуючий) (Z.51.0) |
| (Z08.2) | Подальше обстеження після хіміотерапії злоякісного новоутворення |
|         | Виключаючи: підтримуюча хіміотерапія (Z.51.1) |
| (Z08.7) | Подальше обстеження після комбінованого лікування злоякісного новоутворення |
| (Z09.2) | Подальше обстеження після хіміотерапії з приводу інших станів |
|         | Виключаючи: підтримуюча хіміотерапія (Z.51.1-Z.51.2) |
| (Z08.9) | Подальше обстеження після застосування неуточненого методу лікування злоякісного новоутворення |
| (Z09)   | Наступне обстеження після лікування інших станів, що не є злоякісними пухлинами |
|         | Включаючи: медичне спостереження і контроль після лікування |
|         | Виключаючи: контроль за: Контрацепцією (Z.30.4-Z.30.5), Протезами та іншими медичними пристроями (Z.44-Z.46), медичне спостереження і контроль після лікування злоякісного новоутворення (Z.08.-), подальша медична допомога і стан видужання (Z.42-Z.51, Z.54.-) |
| (Z09.0) | Подальше обстеження після хірургічного втручання з приводу інших станів |
| (Z09.1) | Подальше обстеження після радіотерапії з приводу інших станів |
|         | Виключаючи: курс радіотерапії (підтримуючий) (Z.51.0) |
| (Z09.2) | Подальше обстеження після хіміотерапії з приводу інших станів |
|         | Виключаючи: підтримуюча хіміотерапія (Z.51.1-Z.51.2) |
| (Z09.3) | Подальше обстеження після психотерапії |
| (Z09.4) | Подальше обстеження після лікування перелому |
| (Z09.7) | Подальше обстеження після комбінованого лікування з приводу інших станів |
| (Z09.8) | Подальше обстеження після іншого виду лікування з приводу інших станів |
| (Z09.9) | Подальше обстеження після неуточненного виду лікування з приводу інших станів |
| (Z10)   | Чергове загальне обстеження певної групи населення |
|         | Виключаючи: медичне обстеження в адміністративних цілях (Z.02.-) |
| (Z10.0) | Професійне медичне обстеження |
|         | Виключаючи: обстеження перед вступом на роботу (Z.02.1) |
| (Z10.1) | Рутинна загальна перевірка здоров'я осіб, що проживають у спеціальних установах |
|         | Виключаючи: обстеження у зв'язку з надходженням до установи тривалого перебування (Z.02.2) |
| (Z10.2) | Рутинна загальна перевірка здоров'я персоналу збройних сил |
|         | Виключаючи: обстеження призовників у збройні сили (Z.02.3) |
| (Z10.3) | Рутинна загальна перевірка здоров'я членів спортивних команд |
|         | Виключаючи: обстеження у зв'язку із заняттями спортом (Z.02.5), тести на вміст у крові алкоголю та наркотичних речовин (Z.04.0) |
| (Z10.8) | Рутинна загальна перевірка здоров'я інших визначених груп населення |
| (Z11)   | Спеціальне скринінгове обстеження з метою виявлення інфекційних та паразитарних хвороб |
| (Z11.0) | Спеціальне скринінгове обстеження з метою виявлення кишкових інфекційних хвороб |
| (Z11.1) | Спеціальне скринінгове обстеження з метою виявлення туберкульозу дихальних шляхів |
| (Z11.2) | Спеціальне скринінгове обстеження з метою виявлення інших бактеріальних хвороб |
| (Z11.3) | Спеціальне скринінгове обстеження з метою виявлення інфекцій, що передаються переважно статевим шляхом |
| (Z11.4) | Спеціальне скринінгове обстеження з метою виявлення інфікування вірусом імунодефіциту людини [ВІЛ] |
| (Z11.5) | Спеціальне скринінгове обстеження з метою виявлення інших вірусних хвороб |
|         | Виключаючи: вірусних кишкових інфекцій (Z.11.0) |
| (Z11.6) | Спеціальне скринінгове обстеження з метою виявлення інших протозойних хвороб і гельмінтозів |
|         | Виключаючи: протозойних кишкових хвороб (Z.11.0) |
| (Z11.8) | Спеціальне скринінгове обстеження з метою виявлення інших інфекційних та паразитарних хвороб |
| (Z11.9) | Спеціальне скринінгове обстеження з метою виявлення інфекційних та паразитарних хвороб неуточнених |
| (Z12)   | Спеціальне скринінгове обстеження з метою виявлення злоякісних новоутворень |
| (Z12.0) | Спеціальне скринінгове обстеження з метою виявлення новоутворення шлунка |
| (Z12.1) | Спеціальне скринінгове обстеження з метою виявлення новоутворення шлунково-кишкового тракту |
| (Z12.2) | Спеціальне скринінгове обстеження з метою виявлення новоутворення органів дихання |
| (Z12.3) | Спеціальне скринінгове обстеження з метою виявлення новоутворення молочної залози |
|         | Виключаючи: рутинна мамографія (Z.01.6) |
| (Z12.4) | Спеціальне скринінгове обстеження з метою виявлення новоутворення шийки матки |
|         | Виключаючи: коли проводиться як рутинне обстеження або як частина загального гінекологічного обстеження (Z.01.4) |
| (Z12.5) | Спеціальне скринінгове обстеження з метою виявлення новоутворення простати |
| (Z12.6) | Спеціальне скринінгове обстеження з метою виявлення новоутворення сечового міхура |
| (Z12.8) | Спеціальне скринінгове обстеження з метою виявлення новоутворень інших органів |
| (Z12.9) | Спеціальне скринінгове обстеження з метою виявлення новоутворення неуточненого |
| (Z13)   | Спеціальне скринінгове обстеження з метою виявлення інших хвороб та порушень |
| (Z13.0) | Спеціальне скринінгове обстеження з метою виявлення хвороб крові та кровотворних органів, а також деяких порушень із залученням імунного механізму |
| (Z13.1) | Спеціальне скринінгове обстеження з метою виявлення цукрового діабету |
| (Z13.2) | Спеціальне скринінгове обстеження з метою виявлення розладів харчування |
| (Z13.3) | Спеціальне скринінгове обстеження з метою виявлення психічних розладів і порушень поведінки |
| (Z13.4) | Спеціальне скринінгове обстеження з метою виявлення відхилень від нормального розвитку в дитинстві |
|         | Виключаючи: рутинні тести для визначення рівня розвитку дитини грудного або раннього віку (Z.00.1) |
| (Z13.5) | Спеціальне скринінгове обстеження з метою виявлення хвороб ока та вуха |
| (Z13.6) | Спеціальне скринінгове обстеження з метою виявлення порушень серцево-судинної системи |
| (Z13.7) | Спеціальне скринінгове обстеження з метою виявлення вроджених аномалій, деформацій та хромосомних порушень |
| (Z13.8) | Спеціальне скринінгове обстеження з метою виявлення інших уточнених хвороб і станів |
|         | Виключаючи: цукрового діабету (Z.13.1) |
| (Z13.9) | Спеціальне скринінгове обстеження неуточнений |

### (Z20-Z29) Звертання до закладів охорони здоров'я при потенційній небезпеці для здоров'я, пов'язаній з інфекційними хворобами
| (Z20)   | Контакт з хворим чи можливість зараження інфекційними хворобами |
| (Z20.0) | Контакт з хворим або можливість зараження інфекційними хворобами кишечника |
| (Z20.1) | Контакт з хворим або можливість зараження туберкульозом |
| (Z20.2) | Контакт з хворим або можливість зараження інфекційною хворобою, що передається переважно статевим шляхом |
| (Z20.3) | Контакт з хворим або можливість зараження сказом |
| (Z20.4) | Контакт з хворим або можливість зараження краснухою |
| (Z20.5) | Контакт з хворим або можливість зараження вірусним гепатитом |
| (Z20.6) | Контакт з хворим або можливість зараження вірусом імунодефіциту людини [ВІЛ] |
|         | Виключаючи: безсимптомний інфекційний статус, викликаний вірусом імунодефіциту людини [ВІЛ] (Z.21) |
| (Z20.7) | Контакт з хворим або можливість зараження педикульозом, акаріазом та іншими інвазіями |
| (Z20.8) | Контакт з хворим або можливість зараження іншими інфекційними хворобами |
| (Z20.9) | Контакт з хворим або можливість зараження іншими неуточненими інфекційними хворобами |
| (Z21)   | Безсимптомне носійство вірусу імунодефіциту людини (ВІЛ) |
|         | Виключаючи: хвороба, спричинена вірусом імунодефіциту людини [ВІЛ] (B.20-B.24), контакт з хворим або можливість зараження вірусом імунодефіциту людини [ВІЛ] (Z.20.6), лабораторне підтвердження наявності вірусу імунодефіциту людини [ВІЛ] (R.75) |
| (Z22)   | Носійство збудника інфекційної хвороби |
|         | Включаючи: підозра на носійство збудника хвороби |
| (Z22.0) | Носійство збудника черевного тифу |
| (Z22.1) | Носійство збудників інших шлунково-кишкових інфекційних хвороб |
| (Z22.2) | Носійство збудника дифтерії |
| (Z22.3) | Носійство збудників інших уточнених бактеріальних хвороб |
| (Z22.4) | Носійство збудників інфекційних хвороб, що передаються переважно статевим шляхом |
| (Z22.5) | Носійство збудника вірусного гепатиту |
| (Z22.6) | Носійство людського T-лімфотропного вірусу типу 1 (HTLV-1) |
| (Z22.8) | Носійство збудника інший інфекційної хвороби |
| (Z22.9) | Носійство збудника інфекційної хвороби неуточненої |
| (Z23)   | Необхідність імунізації проти одного бактеріального захворювання |
|         | Виключаючи: імунізація: Непроведення (Z.28.-), Проти комбінацій хвороб (Z.27.-) |
| (Z23.0) | Необхідність імунізації тільки проти холери |
| (Z23.1) | Необхідність імунізації тільки проти черевного тифу і паратифів |
| (Z23.2) | Необхідність імунізації проти туберкульозу БЦЖ |
| (Z23.3) | Необхідність імунізації проти чуми |
| (Z23.4) | Необхідність імунізації проти туляремії |
| (Z23.5) | Необхідність імунізації тільки проти правця |
| (Z23.6) | Необхідність імунізації тільки проти дифтерії |
| (Z23.7) | Необхідність імунізації тільки проти коклюшу |
| (Z23.8) | Необхідність імунізації проти іншої однієї бактеріальної хвороби |
| (Z24)   | Необхідність імунізації проти певного одного вірусного захворювання |
|         | Виключаючи: імунізація: Непроведення (Z.28.-), Проти комбінації хвороб (Z.27.-) |
| (Z24.0) | Необхідність імунізації проти поліомієліту |
| (Z24.1) | Необхідність імунізації проти вірусного енцефаліту, переданого членистоногими |
| (Z24.2) | Необхідність імунізації проти сказу |
| (Z24.3) | Необхідність імунізації проти жовтої лихоманки |
| (Z24.4) | Необхідність імунізації тільки проти кору |
| (Z24.5) | Необхідність імунізації тільки проти краснухи |
| (Z24.6) | Необхідність імунізації проти вірусного гепатиту |
| (Z25)   | Необхідність імунізації проти іншого одного вірусного захворювання |
|         | Виключаючи: імунізація: Непроведення (Z.28.-), Проти комбінацій хвороб (Z.27.-) |
| (Z25.0) | Необхідність імунізації тільки проти епідемічного паротиту |
| (Z25.1) | Необхідність імунізації проти грипу |
| (Z25.8) | Необхідність імунізації проти іншої уточненої однієї вірусної хвороби |
| (Z26)   | Необхідність імунізації проти іншого одного інфекційного захворювання |
|         | Виключаючи: імунізація: Непроведення (Z.28.-), Проти комбінацій хвороб (Z.27.-) |
| (Z26.0) | Необхідність імунізації проти лейшманіозу |
| (Z26.8) | Необхідність імунізації проти іншої уточненої однієї інфекційної хвороби |
| (Z26.9) | Необхідність імунізації проти неуточненої інфекційної хвороби |
| (Z27)   | Необхідність імунізації проти комбінації інфекційних хвороб |
|         | Виключаючи: непроведення імунізації (Z.28.-) |
| (Z27.0) | Необхідність імунізації проти холери і черевного тифу-паратифів |
| (Z27.1) | Необхідність імунізації проти дифтерії-правця-кашлюку [КДС] |
| (Z27.2) | Необхідність імунізації проти дифтерії-правця-кашлюку і черевного тифу-паратифів |
| (Z27.3) | Необхідність імунізації проти дифтерії-правця-кашлюку та поліомієліту |
| (Z27.4) | Необхідність імунізації проти кору-епідемічного паротиту-краснухи |
| (Z27.8) | Необхідність імунізації проти інших комбінацій інфекційних хвороб |
| (Z27.9) | Необхідність імунізації проти неуточнених комбінацій інфекційних хвороб |
| (Z28)   | Імунізації непроведена |
| (Z28.0) | Імунізація не проведена через медичних протипоказань |
| (Z28.1) | Імунізація не проведена через відмову пацієнта через його переконань або груповий тиск |
| (Z28.2) | Імунізація не проведена через відмову пацієнта з іншої або неуточненої причини |
| (Z28.8) | Імунізація не проведена з іншої причини |
| (Z28.9) | Імунізація не проведена з неуточненої причини |
| (Z29)   | Необхідність інших профілактичних заходів |
|         | Виключаючи: десенсибілізація до алергенів (Z.51.6), профілактичне хірургічне втручання (Z.40.-) |
| (Z29.0) | Ізоляція |
| (Z29.1) | Профілактична імунотерапія |
| (Z29.2) | Інший вид профілактичної хіміотерапії |
| (Z29.8) | Інші уточнені профілактичні заходи |
| (Z29.9) | Профілактична міра неуточнена |

### (Z30-Z39) Звертання до закладів охорони здоров'я у зв'язку з народженням дитини
| (Z30)   | Застосування протизачаткових засобів                                                                                                 |
| (Z30.0) | Загальні поради та консультації з контрацепції                                                                                       |
| (Z30.1) | Введення (внутрішньоматкового) протизаплідного засобу                                                                                |
| (Z30.2) | Стерилізація |
| (Z30.3) | Викликання менструацій |
| (Z30.4) | Спостереження за застосуванням протизаплідних лікарських засобів                                                                     |
| (Z30.5) | Спостереження за застосуванням (внутрішньоматкового) протизаплідного засобу                                                          |
| (Z30.8) | Інший вид спостереження за застосуванням контрацепції                                                                                |
| (Z30.9) | Спостереження за застосуванням контрацепції неуточнений                                                                              |
| (Z31)   | Управління репродуктивною функцією                                                                                                   |
|         | Виключаючи: ускладнення, пов'язані c штучним заплідненням (N.98.-)                                                                   |
| (Z31.0) | Тубопластіка або вазопластіка після раніше проведеної стерилізації                                                                   |
| (Z31.1) | Штучне запліднення |
| (Z31.2) | Запліднення in vitro |
| (Z31.3) | Інші методи, які сприяють заплідненню                                                                                                |
| (Z31.4) | Дослідження і проби з відновлення репродуктивної функції                                                                             |
|         | Виключаючи: підрахунок сперматозоїдів після вазектомії (Z.30.8)                                                                      |
| (Z31.5) | Генетичне консультування |
| (Z31.6) | Загальна консультування та поради з відновлення репродуктивної функції                                                               |
| (Z31.8) | Інші заходи з відновлення репродуктивної функції                                                                                     |
| (Z31.9) | Захід з відновлення репродуктивної функції неуточнений                                                                               |
| (Z32)   | Обстеження та проба на вагітність |
| (Z32.0) | Вагітність (ще) не підтверджена |
| (Z32.1) | Вагітність підтверджена |
| (Z33)   | Вагітність, випадкова |
| (Z34)   | Спостереження за нормальною вагітністю                                                                                               |
| (Z34.0) | Спостереження за перебігом нормальної першої вагітності                                                                              |
| (Z34.8) | Спостереження за перебігом іншої нормальної вагітності                                                                               |
| (Z34.9) | Спостереження за перебігом нормальної вагітності неуточненої                                                                         |
| (Z35)   | Нагляд за вагітністю з високим ризиком                                                                                               |
| (Z35.0) | Спостереження за перебігом вагітності у жінки з безпліддям в анамнезі                                                                |
| (Z35.1) | Спостереження за перебігом вагітності у жінки з абортивними викиднями в анамнезі                                                     |
|         | Виключаючи: випадки звичного викидня: При відсутності поточної вагітності (N.96), Які вимагають допомоги під час вагітності (O.26.2) |
| (Z35.2) | Спостереження за перебігом вагітності у жінки з іншим обтяженим анамнезом, що стосуються дітонародження чи акушерських проблем       |
| (Z35.3) | Спостереження за перебігом вагітності у жінки з недостатньою передпологовій допомогою в анамнезі                                     |
| (Z35.4) | Спостереження за перебігом багатоплідної вагітності                                                                                  |
|         | Виключаючи: цей стан при відсутності поточної вагітності (Z.64.1)                                                                    |
| (Z35.5) | Спостереження за старшою жінкою, що народжує вперше                                                                                  |
| (Z35.6) | Спостереження за дуже юною жінкою, що народжує вперше                                                                                |
| (Z35.7) | Спостереження за вагітністю у жінки, схильною до високого ризику внаслідок соціальних проблем                                        |
| (Z35.8) | Спостереження за перебігом вагітності у жінки, схильної до іншого високого ризику                                                    |
| (Z35.9) | Спостереження за перебігом вагітності, схильної до високого ризику неуточненного характеру                                           |
| (Z36)   | Передпологове обстеження |
|         | Виключаючи: аномалії, виявлені при антенатальному скринінгу матері (O.28.-), рутинна пренатальна допомога (Z.34-Z.35)                |
| (Z36.0) | Антенатальний скринінг для виявлення хромосомних аномалій                                                                            |
| (Z36.1) | Антенатальний скринінг для виявлення підвищеного рівня альфафетопротеїну в амніотичній рідині                                        |
| (Z36.2) | Інший вид антенатального скринінгу, заснований на амніоцентезі                                                                       |
| (Z36.3) | Антенатальний скринінг за допомогою ультразвуку або інших фізичних методів для виявлення аномалій розвитку                           |
| (Z36.4) | Антенатальний скринінг за допомогою ультразвуку або інших фізичних методів для виявлення затримки росту плода                        |
| (Z36.5) | Антенатальний скринінг для виявлення ізоімунізації                                                                                   |
| (Z36.8) | Інший вид антенатального скринінгу                                                                                                   |
| (Z36.9) | Неуточнений вид антенатального скринінгу                                                                                             |
| (Z37)   | Наслідок пологів |
| (Z37.0) | Один живонароджений |
| (Z37.1) | Один мертвонароджений |
| (Z37.2) | Двійнята, обидва живонароджені |
| (Z37.3) | Двійнята, один живонароджений, інший мертвонароджений                                                                                |
| (Z37.4) | Двійнята, обидва мертвонароджені |
| (Z37.5) | Інші багатоплідні пологи, всі живонароджені                                                                                          |
| (Z37.6) | Інші багатоплідні пологи, є живонароджені і мертвонароджені                                                                          |
| (Z37.7) | Інші багатоплідні пологи, всі мертвонароджені                                                                                        |
| (Z37.9) | Неуточнений результат пологів |
| (Z38)   | Живонароджені діти згідно з місцем народження                                                                                        |
| (Z38.0) | Одна дитина, народжена в стаціонарі                                                                                                  |
| (Z38.1) | Одна дитина, народжена поза стаціонаром                                                                                              |
| (Z38.2) | Один дитина, народжена в неуточненому місці                                                                                          |
| (Z38.3) | Двійнята, народжені в стаціонарі |
| (Z38.4) | Двійнята, народжені поза стаціонаром                                                                                                 |
| (Z38.5) | Двійнята, народжені в неуточненому місці                                                                                             |
| (Z38.6) | Інші новонароджені багатоплідних пологів, народжені в стаціонарі                                                                     |
| (Z38.7) | Інші новонароджені багатоплідних пологів, народжені поза стаціонаром                                                                 |
| (Z38.8) | Інші новонароджені багатоплідних пологів, що народилися в неуточненому місці                                                         |
| (Z39)   | Післяпологовий догляд та обстеження                                                                                                  |
| (Z39.0) | Допомога та обстеження безпосередньо після пологів                                                                                   |
|         | Виключаючи: допомога при післяпологових ускладненнях - див. Покажчик                                                                 |
| (Z39.1) | Допомога та обстеження матері-годувальниці                                                                                           |
|         | Виключаючи: порушення лактації (O.92.-)                                                                                              |
| (Z39.2) | Рутинне післяпологове спостереження                                                                                                  |

### (Z40-Z54) Звертання до закладів охорони здоров'я за наданням специфічних процедур та доглядом за станом здоров'я[Примітки 2]
|         | Виключаючи: подальше обстеження при медичному спостереженні після лікування (Z.08-Z.09) |
| (Z40)   | Профілактичне хірургічне втручання |
| (Z40.0) | Профілактичне хірургічне втручання при наявності факторів ризику, пов'язаних із злоякісними новоутвореннями |
| (Z40.8) | Інший вид профілактичного хірургічного втручання |
| (Z40.9) | Профілактичне хірургічне втручання неуточнений |
| (Z41)   | Процедури, що не пов'язані з лікуванням |
| (Z41.0) | Трансплантація волосистої ділянки шкіри |
| (Z41.1) | Інші види пластичної хірургії для усунення недоліків зовнішності |
|         | Виключаючи: пластична і реконструктивна хірургія після перенесеної травми і операції (Z.42.-) |
| (Z41.2) | Прийняте чи ритуальне обрізання |
| (Z41.3) | Проколювання вух |
| (Z41.8) | Інші процедури, не мають лікувальних цілей |
| (Z41.9) | Неуточнена процедура, яка не має лікувальних цілей |
| (Z42)   | Доліковування з використанням методів пластичної хірургії |
|         | Виключаючи: пластична хірургія: Як метод лікування поточної травми - кодується у відповідній травмі; Як косметична операція без лікувальних цілей (Z.41.1)                                                                          |
| (Z42.0) | Подальша допомога із застосуванням пластичної хірургії голови та шиї |
| (Z42.1) | Подальша допомога із застосуванням пластичної хірургії молочних залоз |
| (Z42.2) | Подальша допомога із застосуванням пластичної хірургії інших частин тулуба |
| (Z42.3) | Подальша допомога із застосуванням пластичної хірургії верхніх кінцівок |
| (Z42.4) | Подальша допомога із застосуванням пластичної хірургії нижніх кінцівок |
| (Z42.8) | Подальша допомога із застосуванням пластичної хірургії інших частин тіла |
| (Z42.9) | Подальша допомога із застосуванням пластичної хірургії, неуточненої |
| (Z43)   | Догляд за штучними отворами |
|         | Включаючи: закриття зондування або бужування виправлення обробка чи промивання видалення катетера |
|         | Виключаючи: ускладнення, пов'язані з зовнішньою стомою (J.95.0, K.91.4, N.99.5); підгонка і налагодження протеза і іншого пристрою (Z.44-Z.46); стан, пов'язаний з наявністю штучного отвору, без необхідності догляду (Z.93.-)     |
| (Z43.0) | Догляд за трахеостомою |
| (Z43.1) | Догляд за гастростомою |
| (Z43.2) | Догляд за ілеостомою |
| (Z43.3) | Догляд за колостомою |
| (Z43.4) | Догляд за іншим штучним отвором травного тракту |
| (Z43.5) | Догляд за цистостомою |
| (Z43.6) | Догляд за іншим штучним отвором сечового тракту |
| (Z43.7) | Догляд за штучною вагіною |
| (Z43.8) | Догляд за іншими уточненими штучними отворами |
| (Z43.9) | Догляд за штучним отвором неуточненими |
| (Z44)   | Установка та налагодження зовнішнього протезного пристрою |
|         | Виключаючи: наявність протезного пристрою (Z.97.-) |
| (Z44.0) | Примірка і підгонка штучної руки (всієї) (частини) |
| (Z44.1) | Примірка і підгонка штучної ноги (всієї) (частини) |
| (Z44.2) | Примірка і підгонка штучного ока |
|         | Виключаючи: ускладнення механічного походження, пов'язане з очними протезами (T.85.3) |
| (Z44.3) | Примірка і підгонка зовнішнього протеза жіночих грудей |
| (Z44.8) | Примірка і підгонка інших зовнішніх протезних пристроїв |
| (Z44.9) | Примірка і підгонка зовнішнього протезного пристрою неуточненного |
| (Z45)   | Налагодження та управління імплантованим пристроєм |
|         | Виключаючи: наявність протезів та інших пристроїв (Z.95-Z.97); порушення функціонування пристрою або інше, пов'язане з ним ускладнення - див. Покажчик                                                                              |
| (Z45.0) | Установка і регулювання штучного водія ритму серця |
| (Z45.1) | Установка і регулювання крапельниці |
| (Z45.2) | Установка і регулювання засоби контролю стану судин |
| (Z45.3) | Установка і регулювання імплантованого слухового пристрою |
| (Z45.8) | Установка і регулювання інших імплантованих пристроїв |
| (Z45.9) | Установка і регулювання неуточненного імплантованого пристрою |
| (Z46)   | Підбір та налагодження інших пристроїв |
|         | Виключаючи: наявність протезів та інших пристроїв (Z.95-Z.97); порушення функціонування пристрою або інше, пов'язане з ним ускладнення - див. Покажчик тільки видача повторних приписів (Z.76.0)                                    |
| (Z46.0) | Примірка і підгонка окулярів і контактних лінз |
| (Z46.1) | Примірка і підгонка слухового апарату |
| (Z46.2) | Примірка і підгонка іншого пристрою, пов'язаного з нервовою системою та органами чуття |
| (Z46.3) | Примірка і підгонка зубного протеза |
| (Z46.4) | Примірка і підгонка ортодонтичного пристрою |
| (Z46.5) | Примірка і підгонка ілеостоми та іншого кишкового пристосування |
| (Z46.6) | Примірка і підгонка пристосування для сечовиділення |
| (Z46.7) | Примірка і підгонка ортопедичного пристрою |
| (Z46.8) | Примірка і підгонка іншого уточненого пристрою |
| (Z46.9) | Примірка і підгонка пристрої неуточненного |
| (Z47)   | Інші види ортопедичної допомоги при доліковуванні |
|         | Виключаючи: ускладнення, пов'язані з внутрішніми ортопедичними пристроями, імплантатами або трансплантатами (T.84.-); допомога, що включає реабілітаційні процедури (Z.50.-); подальше обстеження після лікування перелому (Z.09.4) |
| (Z47.0) | Видалення пластинки після зрощення перелому, а також іншого внутрішнього фіксуючого пристрою |
|         | Виключаючи: видалення зовнішнього фіксуючого пристрою (Z.47.8) |
| (Z47.8) | Інший уточнений вид подальшої ортопедичної допомоги |
| (Z47.9) | Подальша ортопедична допомога неуточнена |
| (Z48)   | Інші види хірургічної допомоги при доліковуванні |
|         | Виключаючи: примірка і підгонка протеза і іншого пристрою (Z.44-Z.46); подальша ортопедична допомога (Z.47.-); подальше обстеження після: Лікування перелому (Z.09.4), Операції (Z.09.0), догляд за штучним отвором (Z.43.-)        |
| (Z48.0) | Догляд за хірургічними пов'язками і швами |
| (Z48.8) | Інші уточнені види подальшої хірургічної допомоги |
| (Z48.9) | Подальша хірургічна допомога неуточнена |
| (Z49)   | Лікування з використуванням діалізу |
|         | Включаючи: підготовка і проведення діалізу |
|         | Виключаючи: стан, пов'язаний з нирковим діалізом (Z.99.2) |
| (Z49.0) | Підготовчі процедури для проведення діалізу |
| (Z49.1) | Екстракорпоральний діаліз |
| (Z49.2) | Інший вид діалізу |
| (Z50)   | Проведення реабілітаційних процедур |
|         | Виключаючи: консультації (Z.70-Z.71) |
| (Z50.0) | Реабілітація при захворюваннях серця |
| (Z50.1) | Інший вид фізіотерапії |
| (Z50.2) | Реабілітація при алкоголізмі |
| (Z50.3) | Реабілітація при наркоманії |
| (Z50.4) | Психотерапія, не класифікована в інших рубриках |
| (Z50.5) | Мовленнєва терапія |
| (Z50.6) | Неоперативне лікування косоокості |
| (Z50.7) | Трудова терапія та професійна реабілітація, не класифікована в інших рубриках |
| (Z50.8) | Допомога з використанням інших видів реабілітаційних процедур |
| (Z50.9) | Лікування, яке включає реабілітаційну процедуру, неуточнену |
| (Z51)   | Інші види медичної допомоги |
|         | Виключаючи: подальше обстеження після лікування (Z.08-Z.09) |
| (Z51.0) | Курс радіотерапії |
| (Z51.1) | Хіміотерапія з приводу новоутворення |
| (Z51.2) | Інші види хіміотерапії |
|         | Виключаючи: профілактична хіміотерапія з метою імунізації (Z.23-Z.27, Z.29.-) |
| (Z51.3) | Переливання крові без уточненого діагнозу |
| (Z51.4) | Підготовчі процедури для подальшого лікування, не класифіковані в інших рубриках |
|         | Виключаючи: підготовчі процедури для проведення діалізу (Z.49.0) |
| (Z51.5) | Паліативна допомога |
| (Z51.6) | Десенсибілізація до алергенів |
| (Z51.8) | Інша уточнена медична допомога |
|         | Виключаючи: надання допомоги під час відпочинку (Z.75.5) |
| (Z51.9) | Медична допомога неуточнена |
| (Z52)   | Донори органів та тканин |
|         | Виключаючи: обстеження потенційного донора (Z.00.5) |
| (Z52.0) | Донор крові |
| (Z52.1) | Донор шкіри |
| (Z52.2) | Донор кістки |
| (Z52.3) | Донор кісткового мозку |
| (Z52.4) | Донор нирки |
| (Z52.5) | Донор рогівки |
| (Z52.8) | Донор іншого уточненого органу або тканини |
| (Z52.9) | Донор неуточненного органу або тканини |
| (Z53)   | Звертання до закладів охорони здоров'я з приводу певних, але не проведених процедур |
|         | Виключаючи: непроведення імунізація (Z.28.-) |
| (Z53.0) | Процедура не виконана через протипоказання |
| (Z53.1) | Процедура не виконана через відмову хворого за переконаннями або через груповий тиск |
| (Z53.2) | Процедура не виконана через відмову хворого з інших і неуточнених причин |
| (Z53.8) | Процедура не виконана з інших причин |
| (Z53.9) | Процедура не виконана з неуточненої причини |
| (Z54)   | Період видужування |
| (Z54.0) | Період одужання після хірургічного втручання |
| (Z54.1) | Період одужання після радіотерапії |
| (Z54.2) | Період одужання після хіміотерапії |
| (Z54.3) | Період одужання після психотерапії |
| (Z54.4) | Період одужання після лікування перелому |
| (Z54.7) | Період одужання після комбінованого лікування |
| (Z54.8) | Період одужання після іншого лікування |
| (Z54.9) | Період одужання після неуточненного виду лікування |

### (Z55-Z65) Звертання до закладів охорони здоров'я при потенційній небезпеці для здоров'я, пов'язаній з соціально-економічними та психосоціальними обставинами
| (Z55)   | Проблеми, пов'язані з навчанням та грамотністю |
|         | Виключаючи: порушення психологічного розвитку (F.80-F.89)                                                                                               |
| (Z55.0) | Неписьменність або низький рівень грамотності |
| (Z55.1) | Відсутність здібності до навчання |
| (Z55.2) | Провал на іспитах |
| (Z55.3) | Відставання в навчанні |
| (Z55.4) | Погана адаптація до навчального процесу, конфлікти з вчителями і однокласниками                                                                         |
| (Z55.8) | Інші проблеми, пов'язані з навчанням і грамотністю |
| (Z55.9) | Проблема, пов'язана з навчанням і грамотністю, неуточнена                                                                                               |
| (Z56)   | Проблеми, пов'язані з роботою та безробіттям |
|         | Виключаючи: проблеми, пов'язані з обставинами житлового та економічного характеру (Z.59.-); професійна схильність факторам ризику (Z.57.-)              |
| (Z56.0) | Відсутність роботи неуточнена |
| (Z56.1) | Зміна роботи |
| (Z56.2) | Загроза втратити роботу |
| (Z56.3) | Напружений робочий розклад |
| (Z56.4) | Конфлікт з начальником і товаришами по службі |
| (Z56.5) | Невідповідна робота |
| (Z56.6) | Інша фізичне і психічне напруження в роботі |
| (Z56.7) | Інші та неуточнені проблеми, пов'язані з роботою |
| (Z57)   | Робота, пов'язана з факторами ризику |
| (Z57.0) | Несприятливий вплив виробничого шуму |
| (Z57.1) | Несприятливий вплив виробничої радіації |
| (Z57.2) | Несприятливий вплив виробничого пилу |
| (Z57.3) | Несприятливий вплив інших виробничих забруднювачів повітря                                                                                              |
| (Z57.4) | Несприятливий вплив токсичних речовин в сільському господарстві                                                                                         |
| (Z57.5) | Несприятливий вплив токсичних речовин в інших виробництвах                                                                                              |
| (Z57.6) | Несприятливий вплив виробничих екстремальних температур                                                                                                 |
| (Z57.7) | Несприятливий вплив виробничої вібрації |
| (Z57.8) | Несприятливий вплив інших факторів ризику |
| (Z57.9) | Несприятливий вплив неуточнених факторів ризику |
| (Z58)   | Проблеми, пов'язані з оточуючим середовищем |
|         | Виключаючи: вплив факторів ризику, пов'язаних з професією (Z.57.-)                                                                                      |
| (Z58.0) | Вплив шуму |
| (Z58.1) | Вплив забруднення повітря |
| (Z58.2) | Вплив забруднення води |
| (Z58.3) | Вплив забруднення ґрунту |
| (Z58.4) | Вплив радіаційного забруднення |
| (Z58.5) | Вплив іншого забруднення |
| (Z58.6) | Неадекватне постачання питної води |
|         | Виключаючи: вплив спраги (T.73.1) |
| (Z58.8) | Інші проблеми, пов'язані з фізичними факторами навколишнього середовища                                                                                 |
| (Z58.9) | Проблеми, пов'язані з фізичними факторами навколишнього середовища, неуточнені                                                                          |
| (Z59)   | Проблеми, пов'язані з житловими та економічними обставинами                                                                                             |
|         | Виключаючи: неадекватне постачання питної води (Z.58.6)                                                                                                 |
| (Z59.0) | Відсутність житла (бездомність) |
| (Z59.1) | Незадовільні житлові умови |
|         | Виключаючи: проблеми, пов'язані з фізичними факторами навколишнього середовища (Z.58.-)                                                                 |
| (Z59.2) | Конфлікти з сусідами, господарями |
| (Z59.3) | Проблеми, пов'язані з проживанням в навчальних закладах з постійним проживанням                                                                         |
|         | Виключаючи: виховання в закритому закладі (Z.62.2) |
| (Z59.4) | Відсутність адекватної їжі |
|         | Виключаючи: вплив голоду (T.73.0); недостатність харчування (E.40-E.46); неприйнятна дієта або звички в харчуванні (Z.72.4)                             |
| (Z59.5) | Крайня бідність |
| (Z59.6) | Низький дохід |
| (Z59.7) | Недостатнє соціальне страхування та матеріальна підтримка                                                                                               |
| (Z59.8) | Інші проблеми, пов'язані з обставинами економічного та житлового характеру                                                                              |
| (Z59.9) | Проблема, пов'язана з обставинами економічного та житлового характеру, неуточнена                                                                       |
| (Z60)   | Проблеми, пов'язані з із соціальним оточенням |
| (Z60.0) | Проблеми, пов'язані з адаптацією до зміни способу життя                                                                                                 |
| (Z60.1) | Нетипова ситуація з батьками |
| (Z60.2) | Проживання на самоті |
| (Z60.3) | Труднощі, пов'язані з прийняттям іншої культури |
| (Z60.4) | Соціальна ізоляція і остракізм |
|         | Виключаючи: жертва ворожої дискримінації за расовою або релігійною ознакою (Z.60.5)                                                                     |
| (Z60.5) | Жертва відчутної ворожої дискримінації і переслідування                                                                                                 |
|         | Виключаючи: соціальна ізоляція і остракізм (Z.60.4) |
| (Z60.8) | Інші проблеми, пов'язані з факторами соціального оточення                                                                                               |
| (Z60.9) | Проблема, пов'язана з факторами соціального оточення, неуточнена                                                                                        |
| (Z61)   | Проблеми, пов'язані з негативними життєвими подіями в дитинстві                                                                                         |
|         | Виключаючи: синдром жорстокого поводження (T.74.-) |
| (Z61.0) | Втрата в дитинстві улюблених родичів |
| (Z61.1) | Відлучення дитини від будинку |
| (Z61.2) | Зміна структури сімейних взаємин у дитинстві |
| (Z61.3) | Випадки, що викликають у дитини втрату самоповаги |
| (Z61.4) | Проблеми, пов'язані з можливим сексуальним насильством над дитиною з боку близької йому людини (особи, що належить до групи первинної підтримки)        |
| (Z61.5) | Проблеми, пов'язані з можливим сексуальним насильством над дитиною з боку сторонньої особи (що не належить до групи первинної підтримки)                |
| (Z61.6) | Проблеми, пов'язані з можливим фізичним насильством по відношенню до дитини                                                                             |
| (Z61.7) | Досвід особистих потрясінь, перенесених в дитинстві |
| (Z61.8) | Інші несприятливі події, пережиті в дитинстві |
| (Z61.9) | Несприятливий подія, пережита в дитинстві, неуточнена                                                                                                   |
| (Z62)   | Інші проблеми, пов'язані з вихованням дитини |
|         | Виключаючи: синдром жорстокого поводження (T.74.-) |
| (Z62.0) | Неадекватна турбота і контроль з боку батьків |
| (Z62.1) | Зайва опіка з боку батьків |
| (Z62.2) | Виховання в закритому закладі |
| (Z62.3) | Вороже ставлення і несправедливі претензії до дитини |
| (Z62.4) | Емоційна занедбаність дитини |
| (Z62.5) | Інші проблеми, пов'язані з недоліками у вихованні дитини                                                                                                |
| (Z62.6) | Неприйнятний тиск з боку батьків та інші негативні фактори виховання дитини                                                                             |
| (Z62.8) | Інші уточнені проблеми, пов'язані з вихованням дитини                                                                                                   |
| (Z62.9) | Проблема, пов'язана з вихованням дитини, неуточнена |
| (Z63)   | Інші проблеми, пов'язані з близькими людьми, включаючи і сімейні обставини                                                                              |
|         | Виключаючи: проблеми, пов'язані з: Вихованням (Z.62.-); Несприятливими подіями, пережитими в дитинстві (Z.61.-): синдром жорстокого поводження (T.74.-) |
| (Z63.0) | Проблеми, пов'язані із взаємовідносинами подружжя або партнерів                                                                                         |
| (Z63.1) | Проблеми взаємин з власними батьками або батьками дружини або чоловіка                                                                                  |
| (Z63.2) | Недостатня сімейна підтримка |
| (Z63.3) | Відсутність члена сім'ї |
| (Z63.4) | Зникнення або смерть члена сім'ї |
| (Z63.5) | Розпад сім'ї в результаті поділу або розлучення |
| (Z63.6) | Наявність члена сім'ї, потребує домашнього догляду |
| (Z63.7) | Інші стресові події в житті, що впливають на сім'ю та економічні умови                                                                                  |
| (Z63.8) | Інші уточнені проблеми, пов'язані з близькими людьми (групою первинної підтримки)                                                                       |
| (Z63.9) | Проблема, пов'язана з групою первинної підтримки, неуточнена                                                                                            |
| (Z64)   | Проблеми, пов'язані з певними психосоціальними обставинами                                                                                              |
| (Z64.0) | Проблеми, пов'язані з небажаною вагітністю |
|         | Виключаючи: спостереження за вагітністю з високим ступенем ризику внаслідок соціальних проблем (Z.35.7)                                                 |
| (Z64.1) | Проблеми, пов'язані з багатодітністю |
|         | Виключаючи: спостереження за перебігом багатоплідної вагітності (Z.35.4)                                                                                |
| (Z64.2) | Пошук і використання фізичних, харчових і хімічних речовин, відомих як шкідливі і небезпечні                                                            |
|         | Виключаючи: наркотична залежність - див. Покажчик |
| (Z64.3) | Пошук і прийняття поведінкових і психологічних дій, відомих як шкідливі і небезпечні                                                                    |
| (Z64.4) | Конфлікт з порадником (наставником) |
| (Z65)   | Проблеми, пов'язані з іншими психосоціальними обставинами                                                                                               |
|         | Виключаючи: поточна травма - див. Покажчик |
| (Z65.0) | Звинувачення в цивільному або кримінальному злочині без ув'язнення                                                                                      |
| (Z65.1) | Тюремне ув'язнення й інше вимушене позбавлення волі |
| (Z65.2) | Проблеми, пов'язані із звільненням з в'язниці |
| (Z65.3) | Проблеми, пов'язані з іншими юридичними обставинами |
| (Z65.4) | Жертва злочину і тероризму |
| (Z65.5) | Жертва стихійного лиха, війни чи інших ворожих обставин                                                                                                 |
|         | Виключаючи: об'єкт відчутної дискримінації або переслідування (Z.60.5)                                                                                  |
| (Z65.8) | Інші уточнені проблеми, пов'язані з психосоциальними обставинами                                                                                        |
| (Z65.9) | Проблема, пов'язана з неуточненими психосоциальними обставинами                                                                                         |

### (Z70-Z76) Звертання до закладів охорони здоров'я при інших обставинах
| (Z70)   | Консультації, пов'язані з сексуальними стосунками, поведінкою та орієнтацією |
|         | Виключаючи: консультування з приводу контрацепції або репродуктивної функції (Z.30-Z.31) |
| (Z70.0) | Консультації, що стосуються сексуальних відносин |
| (Z70.1) | Консультація, що стосується сексуальної поведінки або сексуальної орієнтації |
| (Z70.2) | Консультація, що стосується сексуальної поведінки і орієнтації третьої особи |
| (Z70.3) | Консультація, що стосується складних проблем, пов'язаних з сексуальними стосунками, поведінкою і орієнтацією |
| (Z70.8) | Інша консультація з сексуальних питань |
| (Z70.9) | Консультація з сексуальним питань неуточнена |
| (Z71)   | Звертання до медичних закладів за іншою консультацією та медичною порадою, не класифіковані в інших рубриках |
|         | Виключаючи: консультації, що стосуються сексуальних відносин (Z.70.-); консультування з приводу контрацепції або репродуктивної функції (Z.30-Z.31)                                                                                   |
| (Z71.0) | Звернення за консультацією за дорученням іншої особи |
|         | Виключаючи: занепокоєння (нормальне) про хворого члена сім'ї (Z.63.7) |
| (Z71.1) | Скарги особи з невстановленим діагнозом, викликані страхом хвороби |
|         | Виключаючи: медичне спостереження і оцінка при підозрі на захворювання або розлад (Z.03.-) |
| (Z71.2) | Звернення за роз'ясненнями результатів дослідження |
| (Z71.3) | Консультація з питань харчування |
| (Z71.4) | Консультація і спостереження з приводу алкоголізму |
|         | Виключаючи: реабілітаційні заходи при алкоголізмі (Z.50.2) |
| (Z71.5) | Консультація і спостереження з приводу наркоманії |
|         | Виключаючи: реабілітаційні заходи при наркоманії (Z.50.3) |
| (Z71.6) | Консультація і спостереження з приводу куріння |
|         | Виключаючи: реабілітаційні заходи при курінні (Z.50.8) |
| (Z71.7) | Консультація з приводу зараження вірусом імунодефіциту людини [[[Вірус імунодефіциту людини\|ВІЛ]]] |
| (Z71.8) | Інша уточнена консультація |
| (Z71.9) | Консультація неуточнена |
| (Z72)   | Проблеми, пов'язані із способом життя |
|         | Виключаючи: проблеми, пов'язані з: Соціально-економічними та психосоціальними обставинами (Z.55-Z.65); Труднощами організації нормального способу життя (Z.73.-)                                                                      |
| (Z72.0) | Вживання тютюну |
|         | Виключаючи: синдром залежності від тютюну (F.17.2) |
| (Z72.1) | Вживання алкоголю |
|         | Виключаючи: синдром залежності від алкоголю (F.10.2) |
| (Z72.2) | Вживання наркотиків |
|         | Виключаючи: зловживання речовинами, що не викликають залежність (F.55); синдром залежності від наркотиків (F.11-F.16 із загальним четвертим знаком .2)                                                                                |
| (Z72.3) | Нестача фізичних вправ |
| (Z72.4) | Неприйнятна дієта і шкідливі звички в харчуванні |
|         | Виключаючи: недостатність харчування та інші розлади харчування (E.40-E.64); відсутність адекватної їжі (Z.59.4); розлади прийому їжі (F.50.-) пов'язані з харчуванням поведінкові розлади в дитячому і дитячому віці (F.98.2-F.98.3) |
| (Z72.5) | Сексуальна поведінка з високим ступенем ризику |
| (Z72.6) | Азартні ігри і парі |
|         | Виключаючи: компульсивний або патологічний потяг до азартних ігор (F.63.0) |
| (Z72.8) | Інші проблеми, пов'язані зі способом життя |
| (Z72.9) | Проблема, пов'язана зі способом життя, неуточнена |
| (Z73)   | Проблеми, пов'язані із складними умовами життя |
|         | Виключаючи: проблеми, пов'язані з соціально-економічними та психосоціальними обставинами (Z.55-Z.65) |
| (Z73.0) | Перевтома |
| (Z73.1) | Акцентуйовані особистісні риси |
| (Z73.2) | Недолік відпочинку і розслаблення |
| (Z73.3) | Стресовий стан, не класифікований в інших рубриках |
|         | Виключаючи: пов'язаний з роботою та безробіттям (Z.56.-) |
| (Z73.4) | Неадекватні соціальні навички, не класифіковані в інших рубриках |
| (Z73.5) | Конфлікт, пов'язаний з соціальним статусом, не класифікований в інших рубриках |
| (Z73.6) | Обмеження діяльності, викликані зниженням працездатності |
|         | Виключаючи: залежність від стороннього догляду (Z.74.-) |
| (Z73.8) | Інші проблеми, пов'язані з труднощами організації нормального способу життя |
| (Z73.9) | Проблема, пов'язана з труднощами організації нормального способу життя, неуточнена |
| (Z74)   | Проблеми, пов'язані із необхідністю мати особу, що допомагає хворому |
|         | Виключаючи: залежність від підтримуючих життєдіяльність механізмів або інших пристосувань НКД (Z.99.-) |
| (Z74.0) | Обмеження здатності пересуватися |
| (Z74.1) | Потреба в наданні допомоги при самообслуговуванні |
| (Z74.2) | Потреба в наданні допомоги з ведення домашнього господарства, за відсутності члена сім'ї, здатного надати допомогу |
| (Z74.3) | Потреба в постійному спостереженні |
| (Z74.8) | Інші проблеми, пов'язані із залежністю від стороннього догляду |
| (Z74.9) | Проблема, пов'язана із залежністю від стороннього догляду, неуточнена |
| (Z75)   | Проблеми, пов'язані з медичними пристроями та наданням іншої медичної допомоги |
| (Z75.0) | Відсутність медичної допомоги на дому |
|         | Виключаючи: відсутність іншого члена сім'ї, здатного надати допомогу (Z.74.2) |
| (Z75.1) | Особа, що очікує госпіталізації в профільний медичний заклад |
| (Z75.2) | Інший період очікування обстеження та призначення лікування |
| (Z75.3) | Відсутність або недоступність служб медичної допомоги |
|         | Виключаючи: відсутність місць у лікарні (Z.75.1) |
| (Z75.4) | Відсутність або недоступність інших установ, що надають допомогу |
| (Z75.5) | Надання догляду під час відпочинку третьої особи |
| (Z75.8) | Інші проблеми, пов'язані з медичним забезпеченням та іншою медичною допомогою |
| (Z75.9) | Проблема, пов'язана з медичним забезпеченням та іншою медичною допомогою, неуточнена |
| (Z76)   | Звертання до закладів охорони здоров'я в зв'язку з іншими обставинами |
| (Z76.0) | Видача повторного рецепта |
|         | Виключаючи: видача медичного свідоцтва (Z.02.7); видача повторного рецепта на протизаплідні засоби (Z.30.4) |
| (Z76.1) | Спостереження за здоров'ям і догляд за підкидьком |
| (Z76.2) | Спостереження за здоров'ям і догляд за іншим здоровою дитиною грудного та раннього віку |
| (Z76.3) | Здорова людина, що супроводжує хворого |
| (Z76.4) | Інші особи, які потребують допомоги закладів охорони здоров'я |
|         | Виключаючи: відсутність житла (Z.59.0) |
| (Z76.5) | Симуляція хвороби [свідома] |
|         | Виключаючи: «Вічний» хворий (F.68.1); фіктивні порушення (F.68.1) |
| (Z76.8) | Звернення до закладів охорони здоров'я у зв'язку з іншими уточненими обставинами |
| (Z76.9) | Звернення до закладів охорони здоров'я у зв'язку з неуточненими обставинами |

### (Z80-Z99) Звертання до закладів охорони здоров'я при потенційній небезпеці для здоров'я, пов'язаній з родинним чи особистим анамнезом або певними умовами, що впливають на стан здоров'я
|         | Виключаючи: коли можливість пошкодження плоду є підставою для спостереження або вжиття відповідних заходів під час вагітності (O.35.-); подальша медична допомога і стан одужання (Z.42-Z.51, Z.54.-); наступні огляди (Z.08-Z.09); випадки, коли сімейний або особистий анамнез є причиною проведення спеціального скринінгу або іншого огляду або дослідження (Z.00-Z.13) |
| (Z80)   | В сімейному анамнезі злоякісне новоутворення |
| (Z80.0) | В сімейному анамнезі злоякісне новоутворення шлунково-кишкового тракту |
| (Z80.1) | В сімейному анамнезі злоякісне новоутворення трахеї, бронхів, легенів |
| (Z80.2) | В сімейному анамнезі злоякісне новоутворення органів дихання та грудної клітини |
| (Z80.3) | В сімейному анамнезі злоякісне новоутворення молочної залози |
| (Z80.4) | В сімейному анамнезі злоякісне новоутворення статевих органів |
| (Z80.5) | В сімейному анамнезі злоякісне новоутворення сечових органів |
| (Z80.6) | В сімейному анамнезі лейкоз |
| (Z80.7) | В сімейному анамнезі інші злоякісні новоутворення лімфоїдної, кровотворної та споріднених їм тканин |
| (Z80.8) | В сімейному анамнезі злоякісні новоутворення інших органів або систем |
| (Z80.9) | В сімейному анамнезі злоякісне новоутворення неуточнене |
| (Z81)   | В сімейному анамнезі психічні розлади та порушення поведінки |
| (Z81.0) | В сімейному анамнезі розумова відсталість |
| (Z81.1) | В сімейному анамнезі алкогольна залежність |
| (Z81.2) | В сімейному анамнезі куріння |
| (Z81.3) | В сімейному анамнезі зловживання психоактивними лікарськими засобами |
| (Z81.4) | В сімейному анамнезі зловживання іншими засобами |
| (Z81.8) | В сімейному анамнезі інші психічні розлади та розлади поведінки |
| (Z82)   | В сімейному анамнезі певні фізичні вади та хронічні хвороби, що призводять до втрати працездатності |
| (Z82.0) | В сімейному анамнезі епілепсія та інші хвороби нервової системи |
| (Z82.1) | В сімейному анамнезі сліпота і втрата зору |
| (Z82.2) | В сімейному анамнезі глухота і втрата слуху |
| (Z82.3) | В сімейному анамнезі інсульт |
| (Z82.4) | В сімейному анамнезі ішемічна хвороба серця та інші хвороби серцево-судинної системи |
| (Z82.5) | В сімейному анамнезі астма і інші хронічні хвороби нижніх дихальних шляхів |
| (Z82.6) | В сімейному анамнезі артрит та інші хвороби кістково-м'язової системи та сполучної тканини |
| (Z82.7) | В сімейному анамнезі вроджені аномалії, деформації та хромосомні аномалії |
| (Z82.8) | В сімейному анамнезі інші стани, що знижують працездатність, і хронічні інвалідизуючі хвороби, не класифіковані в інших рубриках |
| (Z83)   | В сімейному анамнезі інші специфічні розлади |
|         | Виключаючи: контакт з хворим або можливість зараження інфекційною хворобою в сім'ї (Z.20.-) |
| (Z83.0) | В сімейному анамнезі захворювання, викликане вірусом імунодефіциту людини [ВІЛ] |
| (Z83.1) | В сімейному анамнезі інші інфекційні та паразитарні хвороби |
| (Z83.2) | В сімейному анамнезі хвороби крові та кровотворних органів та окремі порушення з залученням імунного механізму |
| (Z83.3) | В сімейному анамнезі цукровий діабет |
| (Z83.4) | В сімейному анамнезі інші хвороби ендокринної системи, розлади харчування та порушення обміну речовин |
| (Z83.5) | В сімейному анамнезі хвороби очей та вуха |
|         | Виключаючи: в сімейному анамнезі: глухота і втрата слуху (Z.82.2), сліпота і втрата зору (Z.82.1) |
| (Z83.6) | В сімейному анамнезі хвороби дихальної системи |
|         | Виключаючи: в сімейному анамнезі хронічні хвороби нижніх дихальних шляхів (Z.82.5) |
| (Z83.7) | В сімейному анамнезі хвороби системи травлення |
| (Z84)   | В сімейному анамнезі інші патологічні стани |
| (Z84.0) | В сімейному анамнезі хвороби шкіри та підшкірної клітковини |
| (Z84.1) | В сімейному анамнезі порушення нирок і сечоводу |
| (Z84.2) | В сімейному анамнезі інші хвороби сечостатевої системи |
| (Z84.3) | В сімейному анамнезі кровна спорідненість |
| (Z84.8) | В сімейному анамнезі інші уточнені хворобливі стани |
| (Z85)   | В особистому анамнезі злоякісне новоутворення |
|         | Виключаючи: подальша медична допомога і стан видужання (Z.42-Z.51, Z.54.-); подальше обстеження після лікування злоякісного новоутворення (Z.08.-) |
| (Z85.0) | В особистому анамнезі злоякісне новоутворення шлунково-кишкового тракту |
| (Z85.1) | В особистому анамнезі злоякісне новоутворення трахеї, бронхів і легені |
| (Z85.2) | В особистому анамнезі злоякісне новоутворення інших органів дихання та грудної клітини |
| (Z85.3) | В особистому анамнезі злоякісне новоутворення молочної залози |
| (Z85.4) | В особистому анамнезі злоякісне новоутворення статевих органів |
| (Z85.5) | В особистому анамнезі злоякісне новоутворення сечових органів |
| (Z85.6) | В особистому анамнезі лейкоз |
| (Z85.7) | В особистому анамнезі злоякісні новоутворення лімфоїдної, кровотворної та споріднених їм тканин |
| (Z85.8) | В особистому анамнезі злоякісні новоутворення інших органів і систем |
| (Z85.9) | В особистому анамнезі злоякісне новоутворення неуточнене |
| (Z86)   | В особистому анамнезі певні інші захворювання |
|         | Виключаючи: подальша медична допомога і стан одужання (Z.42-Z.51, Z.54.-) |
| (Z86.0) | В особистому анамнезі інші новоутворення |
|         | Виключаючи: злоякісні новоутворення (Z.85.-) |
| (Z86.1) | В особистому анамнезі інфекційні та паразитарні хвороби |
|         | Виключаючи: наслідки інфекційних та паразитарних хвороб (B.90-B.94) |
| (Z86.2) | В особистому анамнезі хвороби крові та кровотворних органів та окремі порушення з залученням імунного механізму |
| (Z86.3) | В особистому анамнезі хвороби ендокринної системи, розлади харчування та порушення обміну речовин |
| (Z86.4) | В особистому анамнезі зловживання психоактивними речовинами |
|         | Виключаючи: проблеми, пов'язані з вживанням: Алкоголю (Z.72.1), Наркотиків (Z.72.2), Тютюну (Z.72.0), поточна залежність (F.10-F.19 із загальним четвертим знаком .2) |
| (Z86.5) | В особистому анамнезі інші психічні розлади та розлади поведінки |
| (Z86.6) | В особистому анамнезі хвороби нервової системи та органів чуття |
| (Z86.7) | В особистому анамнезі хвороби системи кровообігу |
|         | Виключаючи: перенесений у минулому інфаркт міокарда (I.25.2); наслідки цереброваскулярних хвороб (I.69.-); постінфарктний синдром (I.24.1) |
| (Z87)   | В особистому анамнезі інші захворювання та стани |
|         | Виключаючи: подальша медична допомога і стан одужання (Z.42-Z.51, Z.54.-) |
| (Z87.0) | В особистому анамнезі хвороби органів дихання |
| (Z87.1) | В особистому анамнезі хвороби органів травлення |
| (Z87.2) | В особистому анамнезі хвороби шкіри та підшкірної клітковини |
| (Z87.3) | В особистому анамнезі хвороби кістково-м'язової системи та сполучної тканини |
| (Z87.4) | В особистому анамнезі хвороби сечостатевої системи |
| (Z87.5) | В особистому анамнезі ускладнення вагітності, пологів та післяпологового періоду |
|         | Виключаючи: спостереження в період поточної вагітності у жінки з несприятливим акушерським анамнезом (Z.35.-), звичний викидень (N.96) |
| (Z87.6) | В особистому анамнезі окремі стани, що виникають у перинатальний період |
| (Z87.7) | В особистому анамнезі вроджені аномалії, деформації та хромосомні аномалії |
| (Z87.8) | В особистому анамнезі інші уточнені хворобливі стани |
| (Z88)   | В особистому анамнезі алергія на лікувальні засоби, медикаменти та біологічні субстанції |
| (Z88.0) | В особистому анамнезі алергія до пеніциліну |
| (Z88.1) | В особистому анамнезі алергія до інших антибіотиків |
| (Z88.2) | В особистому анамнезі алергія до сульфаніламідів |
| (Z88.3) | В особистому анамнезі алергія до іншого протиінфекційних засобу |
| (Z88.4) | В особистому анамнезі алергія до анестезуючих засобів |
| (Z88.5) | В особистому анамнезі алергія до наркотичного засобу |
| (Z88.6) | В особистому анамнезі алергія до аналгезивну коштів |
| (Z88.7) | В особистому анамнезі алергія до сироватці або вакцині |
| (Z88.8) | В особистому анамнезі алергія до інших лікарських засобів, медикаментів та біологічних речовин |
| (Z88.9) | В особистому анамнезі алергія до неуточненими лікарських засобів, медикаментів та біологічних речовин |
| (Z89)   | Набута відсутність кінцівки |
|         | Включаючи: втрата кінцівки: Післяопераційна, Посттравматична |
|         | Виключаючи: вроджена відсутність кінцівок (Q.71-Q.73), набута деформація кінцівок (M.20-M.21) |
| (Z89.0) | Набута відсутність пальця (пальців), включаючи великий палець, одностороннє |
| (Z89.1) | Набута відсутність кисті і зап'ястя |
| (Z89.2) | Набута відсутність верхньої кінцівки вище зап'ястя |
| (Z89.3) | Набута відсутність обох верхніх кінцівок (на будь-якому рівні) |
| (Z89.4) | Набута відсутність стопи та щиколотки |
| (Z89.5) | Набута відсутність ноги на рівні або нижче коліна |
| (Z89.6) | Набута відсутність ноги вище коліна |
| (Z89.7) | Набута відсутність обох нижніх кінцівок (на будь-якому рівні, за винятком тільки пальців) |
| (Z89.8) | Набута відсутність верхніх і нижніх кінцівок (на будь-якому рівні) |
| (Z89.9) | В особистому анамнезі набута відсутність кінцівки неуточнений |
| (Z90)   | Набута відсутність органів, не класифікована в інших рубриках |
|         | Включаючи: післяопераційна або посттравматична втрата частини тіла НКД |
|         | Виключаючи: вроджена відсутність органів - див. Покажчик післяопераційне відсутність: Селезінки (D.73.0), Ендокринних залоз (E.89.-) |
| (Z90.0) | Набута відсутність частини голови або шиї |
|         | Виключаючи: зубів (K.08.1) |
| (Z90.1) | Набута відсутність молочної залози (молочних залоз) |
| (Z90.2) | Набута відсутність легені (або частини його) |
| (Z90.3) | Набута відсутність частини шлунка |
| (Z90.4) | Набута відсутність іншої частини травного тракту |
| (Z90.5) | Набута відсутність нирки |
| (Z90.6) | Набута відсутність іншої частини сечового тракту |
| (Z90.7) | Набута відсутність статевого органу (органів) |
| (Z90.8) | Набута відсутність інших органів |
| (Z91)   | В особистому анамнезі фактори ризику, не класифіковані в інших рубриках |
|         | Виключаючи: в особистому анамнезі зловживання психоактивними речовинами (Z.86.4), вплив забруднення та інші проблеми, що стосуються фізичних факторів навколишнього середовища (Z.58.-), професійна схильність факторам ризику (Z.57.-) |
| (Z91.0) | В особистому анамнезі алергія до інших речовин, крім ліків і біологічних сполук |
|         | Виключаючи: в особистому анамнезі алергія до ліків і біологічних речовин (Z.88.-) |
| (Z91.1) | В особистому анамнезі невиконання лікувальних заходів і недотримання режиму |
| (Z91.2) | В особистому анамнезі недотримання особистої гігієни |
| (Z91.3) | В особистому анамнезі порушення режиму сну-неспання |
|         | Виключаючи: порушення сну (G.47.-) |
| (Z91.4) | В особистому анамнезі психологічна травма, не класифікована в інших рубриках |
| (Z91.5) | В особистому анамнезі самоушкодження |
| (Z91.6) | В особистому анамнезі інша психологічна травма |
| (Z91.8) | В особистому анамнезі інші уточнені фактори ризику, не класифіковані в інших рубриках |
| (Z92)   | В особистому анамнезі медичне лікування |
| (Z92.0) | В особистому анамнезі контрацепція |
|         | Виключаючи: консультація або поточне практика застосування контрацепції (Z.30.-) наявність (внутрішньоматкового) протизаплідного засобу (Z.97.5) |
| (Z92.1) | В особистому анамнезі тривале (поточне) застосування антикоагулянтів |
| (Z92.2) | В особистому анамнезі тривале (поточне) застосування інших медикаментів |
| (Z92.3) | В особистому анамнезі опромінення |
|         | Виключаючи: вплив виробничої радіації (Z.57.1); вплив радіації в навколишньому середовищі (Z.58.4) |
| (Z92.4) | В особистому анамнезі серйозна операція, не класифікована в інших рубриках |
|         | Виключаючи: наявність штучного отвору (Z.93.-); наявність трансплантованих органів або тканин (Z.94.-); наявність функціональних імплантатів та пересаджених клаптів тканини (Z.95-Z.96); післяопераційний стан (Z.98.-) |
| (Z92.5) | В особистому анамнезі реабілітаційні процедури |
| (Z92.8) | В особистому анамнезі інші види лікування |
| (Z92.9) | В особистому анамнезі лікування неуточнений |
| (Z93)   | Стан, пов'язаний з наявністю штучного отвору |
|         | Виключаючи: штучний отвір, що вимагає уваги або догляду (Z.43.-); ускладнення зовнішньої стоми (J.95.0, K.91.4, N.99.5) |
| (Z93.0) | Наявність трахеостоми |
| (Z93.1) | Наявність гастростоми |
| (Z93.2) | Наявність ілеостоми |
| (Z93.3) | Наявність колостоми |
| (Z93.4) | Наявність іншого штучного отвору шлунково-кишкового тракту |
| (Z93.5) | Наявність цистостоми |
| (Z93.6) | Наявність штучного отвору сечового тракту |
| (Z93.8) | Наявність іншого штучного отвору |
| (Z93.9) | Наявність штучного отвору неуточнений |
| (Z94)   | Стан, пов'язаний з наявністю трансплантованого органу чи тканини |
| (Z94)   | Виключаючи: ускладнення, пов'язані з трансплантованою органом або тканиною див. Покажчик наявність: Штучного серцевого клапана (Z.95.3), Судинного клаптя (Z.95.-) |
| (Z94.0) | Наявність трансплантованою нирки |
| (Z94.1) | Наявність трансплантованого серця |
|         | Виключаючи: наявність штучного сердцевого клапана (Z.95.2-Z.95.4) |
| (Z94.2) | Наявність трансплантованого легкого |
| (Z94.3) | Наявність трансплантованих серця і легкого |
| (Z94.4) | Наявність трансплантованою печінки |
| (Z94.5) | Наявність трансплантованою шкіри |
| (Z94.6) | Наявність трансплантованою кістки |
| (Z94.7) | Наявність трансплантованою рогівки |
| (Z94.8) | Наявність іншого трансплантованого органу або тканини |
| (Z94.9) | Наявність трансплантованого органу і тканини неуточнених |
| (Z95)   | Наявність серцевих та судинних імплантатів та трансплантатів |
|         | Виключаючи: ускладнення у зв'язку з серцевими і судинними пристроями, імплантатами та трансплантатами (T.82.-) |
| (Z95.0) | Наявність штучного водія серцевого ритму |
|         | Виключаючи: налагодження і догляд за штучним водієм ритму серця (Z.45.0) |
| (Z95.1) | Наявність аортокоронарного шунтового трансплантата |
| (Z95.2) | Наявність протеза серцевого клапана |
| (Z95.3) | Наявність ксеногенного серцевого клапана |
| (Z95.4) | Наявність іншого замінника серцевого клапана |
| (Z95.5) | Наявність коронарного ангіопластічного імплантату і трансплантата |
| (Z95.8) | Наявність інших серцевих і судинних імплантатів та трансплантатів |
| (Z95.9) | Наявність серцевого та судинного імплантату і трансплантата неуточнених |
| (Z96)   | Наявність інших функціональних імплантатів |
|         | Виключаючи: ускладнення у зв'язку з внутрішніми протезними пристроями, імплантатами та трансплантатами (T.82-T.85) примірка і підгонка протеза і іншого пристрою (Z.44-Z.46) |
| (Z96.0) | Наявність імплантату сечостатевої системи |
| (Z96.1) | Наявність інтраокулярних лінз |
| (Z96.2) | Наявність отологічній і аудіологічних імплантатів |
| (Z96.3) | Наявність штучної гортані |
| (Z96.4) | Наявність імплантатів ендокринних залоз |
| (Z96.5) | Наявність імплантатів коренів зубів і щелепи |
| (Z96.6) | Наявність ортопедичних імплантатів суглобів |
| (Z96.7) | Наявність імплантатів інших кісток і сухожиль |
| (Z96.8) | Наявність інших уточнених функціональних імплантатів |
| (Z96.9) | Наявність функціонального імплантату неуточненного |
| (Z97)   | Наявність інших пристроїв |
|         | Виключаючи: наявність пристрою для дренажу спинномозкової рідини (Z.98.2); ускладнення у зв'язку з внутрішніми протезними пристроями, імплантатами та трансплантатами (T.82-T.85); примірка і підгонка протеза і іншого пристрою (Z.44-Z.46) |
| (Z97.0) | Наявність штучного ока |
| (Z97.1) | Наявність штучної кінцівки (повної) (часткової) |
| (Z97.2) | Наявність зубного протезного пристрою (повної) (часткового) |
| (Z97.3) | Наявність окулярів і контактних лінз |
| (Z97.4) | Наявність зовнішнього слухового апарату |
| (Z97.5) | Наявність (внутрішньоматкового) протизаплідного засобу |
|         | Виключаючи: введення протизаплідного пристрої (Z.30.1); перевірка, повторне введення або видалення протизаплідного пристрої (Z.30.5) |
| (Z97.8) | Наявність інших уточнених пристроїв |
| (Z98)   | Інші післяопераційні стани |
|         | Виключаючи: подальша медична допомога і стан одужання (Z.42-Z.51, Z.54.-); післяопераційні і постпроцедурні ускладнення - див. Покажчик |
| (Z98.0) | Стан, пов'язаний з накладенням кишкового анастомозу |
| (Z98.1) | Стан, пов'язаний з артродеза |
| (Z98.2) | Стан, пов'язаний з дренажним пристроєм цереброспинальної рідини |
| (Z98.8) | Інші уточнені післяхірургічного стану |
| (Z99)   | Залежність від спеціальних апаратів та пристроїв, не класифікованих в інших рубриках |
| (Z99.0) | Залежність від аспіратора |
| (Z99.1) | Залежність від респіратора |
| (Z99.2) | Залежність від ниркового діалізу |
|         | Виключаючи: підготовка до діалізу, його проведення або курс (Z.49.-) |
| (Z99.3) | Залежність від інвалідного візка |
| (Z99.8) | Залежність від інших підтримуючих життєдіяльність механізмів і пристроїв |
| (Z99.9) | Залежність від підтримуючого життєдіяльність механізму і пристрої неуточненного |

## Виноски
1. ↑  International Statistical Classification of Diseases and Related Health Problems 10th Revision. Version:2015 (англ.). World Health Organization. Процитовано 15 листопада 2015. (англ.)
2. ↑  Клініко-статистична класифікація хвороб, розроблена на базі МКХ-10 (проект) (укр.). Міністерство охорони здоров'я України. Процитовано 15 листопада 2015. (укр.)